# ハーシュタ
ハーシュタ ( Harstad、北部サーミ語: Hárstták) は、ノルウェー・トロムス県の都市、およびそれを含む基礎自治体。基礎自治体としての面積は445平方キロメートル、人口25,056人（2024年）。北極圏のおよそ250キロ北に位置する。
北部サーミ語を公用語とする自治体のひとつで、正式名称は「ノルウェー語 - 北部サーミ語」の順に Harstad kommune – Hársttáid suohkan と表記する。

## 地理

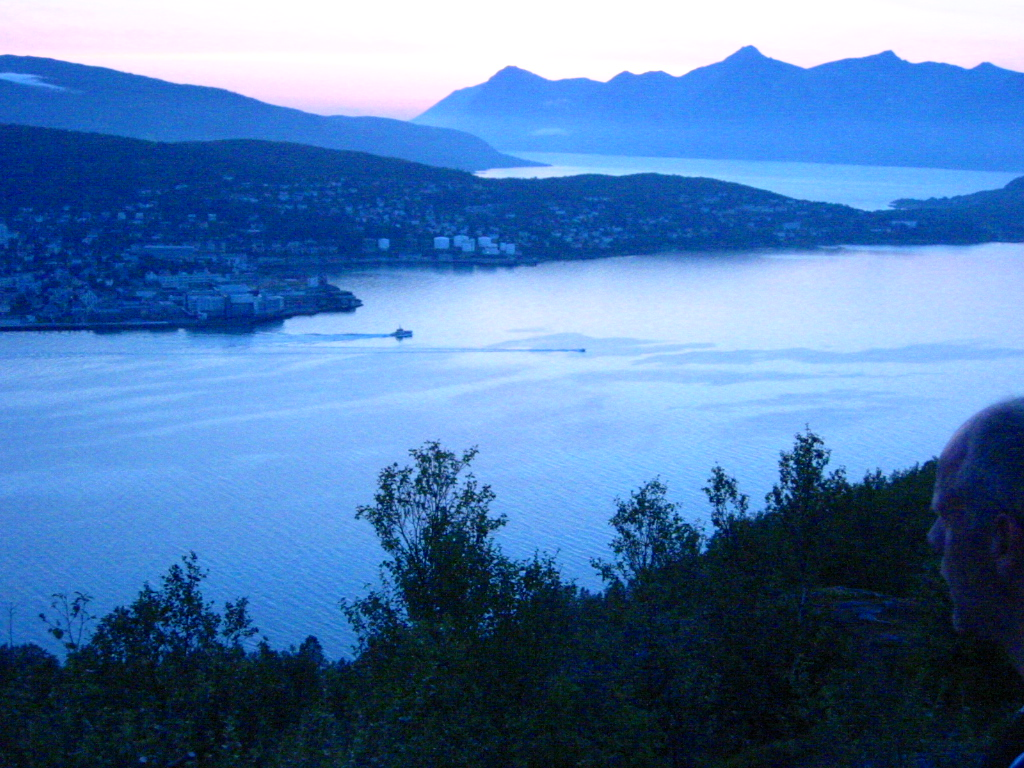
夜のハーシュタ

ハーシュタは県南部の2つの島に位置している。ノルウェーでスヴァールバル諸島に次いで2番目に大きなヒン島に大部分がある。北部はGrytøya島の南部を占める。南西をTjeldsund橋で本土のスコンランとつながっている。域内には多くの小島が含まれる。 

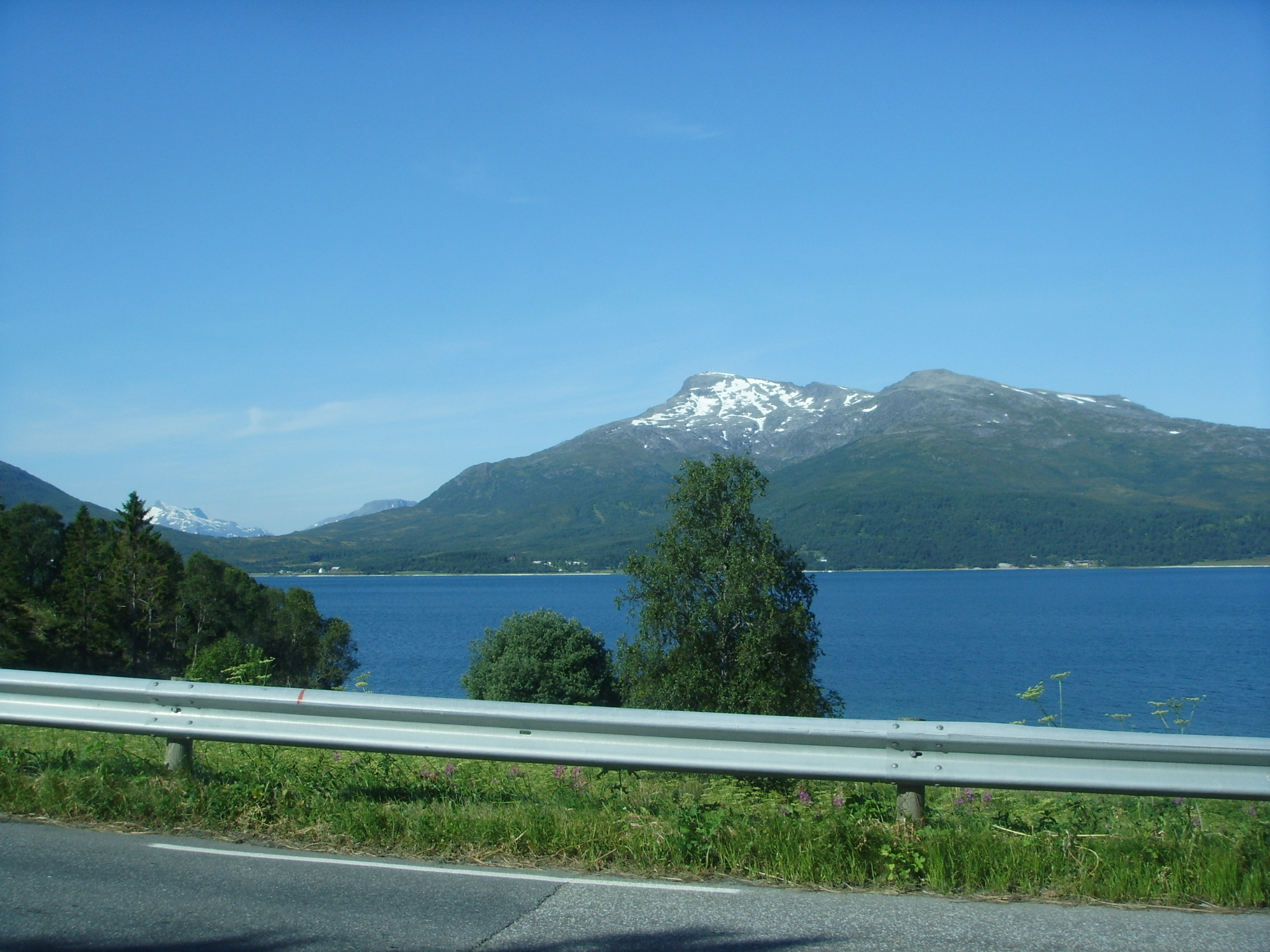
ヌールラン県との境界付近

北部ノルウェーの石油産業はハーシュタを中心としている。しかしハーシュタには造船所や経済上重要な産業も抱えている。ハーシュタ周辺は北部ノルウェーの昔からの農業地帯で、耕作に適した富んだ土地がある。
ハーシュタでは5月22日から7月18日まで白夜が楽しめる。日中の平均気温は12℃から24℃の間である。冬季にはオーロラが見られる。太陽は11月30日から1月12日まで見られない。この地域の降雪は穏やかで、驚くべき事に平均最高気温が4℃から10℃の間である。

## 歴史

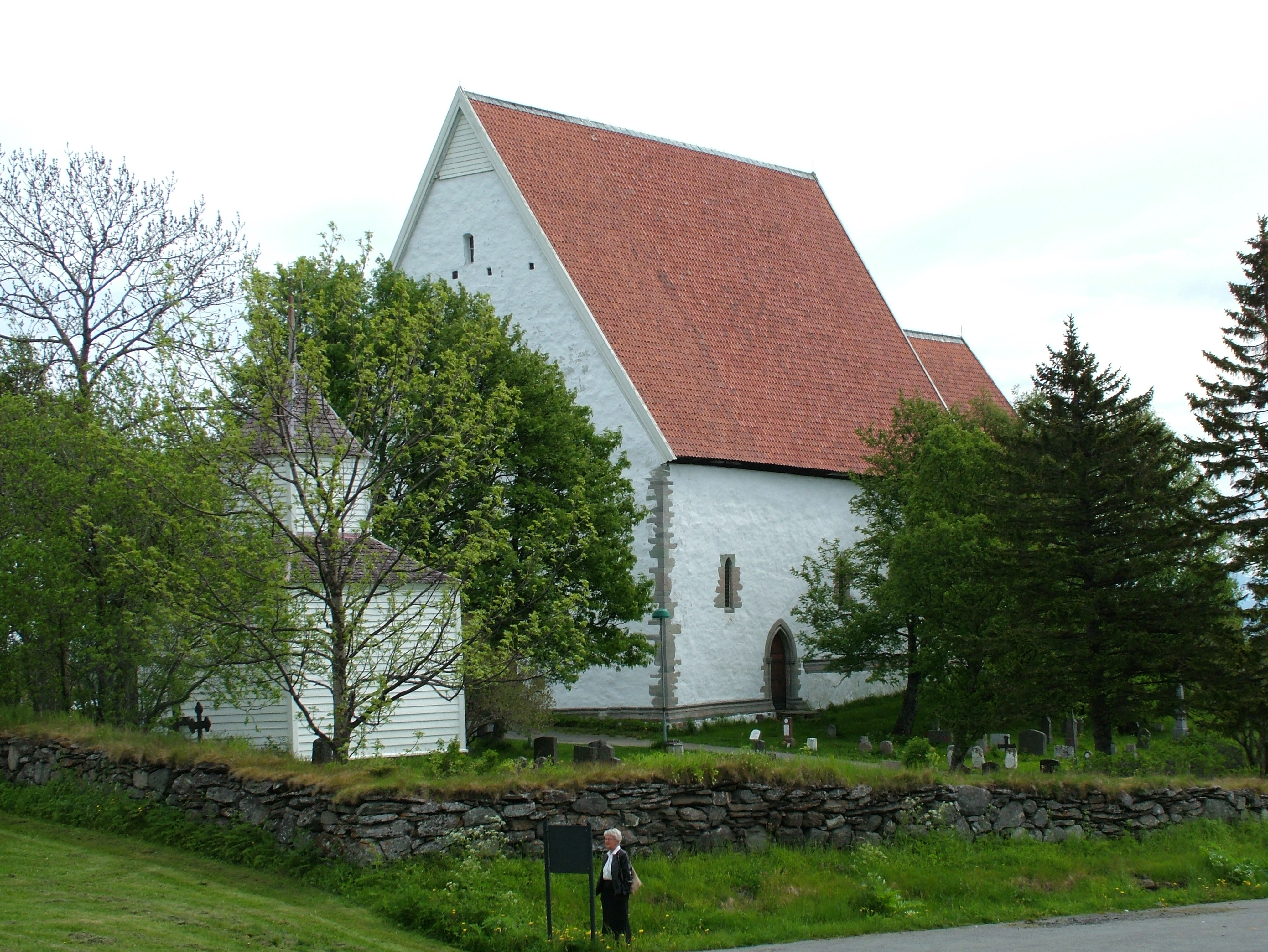
トロンデネス教会

近年、3000年前と2600年前のものとみられる青銅器がトロンデネス半島（ハーシュタ北部）で見つかった。これらは海岸近くの墓地に一緒に埋められた物で、青銅器文化がハーシュタ地域にあったことを示す。紀元200年頃の鉄器時代の考古学的証拠も見つかっている。
トロンデネスはヘイムスクリングラの中で、ヴァイキング時代に待合い場所となり重要案件を議論する場所として勢力を持っていたことが記されている。
市郊外のトロンデネス教会は、世界で最北にある中世の教会で、その紀元は13世紀から15世紀に遡ることができる。
ハーシュタは、第二次世界大戦中にあまり被害を受けなかった、ノルウェーでは数少ない都市の一つである。

### 市名の由来
古い農地ハーシュタ（ノース語で Harðarstaðir）にちなむ。Harðarはおそらく人名であるといわれており、後半のstaðirは農地を意味する。

### 紋章
1953年より現在の紋章である。銀と白の波、青色は海を象徴化している。

## 文化
毎年、北ノルウェー・フェスティヴァルが開催される。
ハーシュタ大学には約1100名が学ぶ。

## 交通

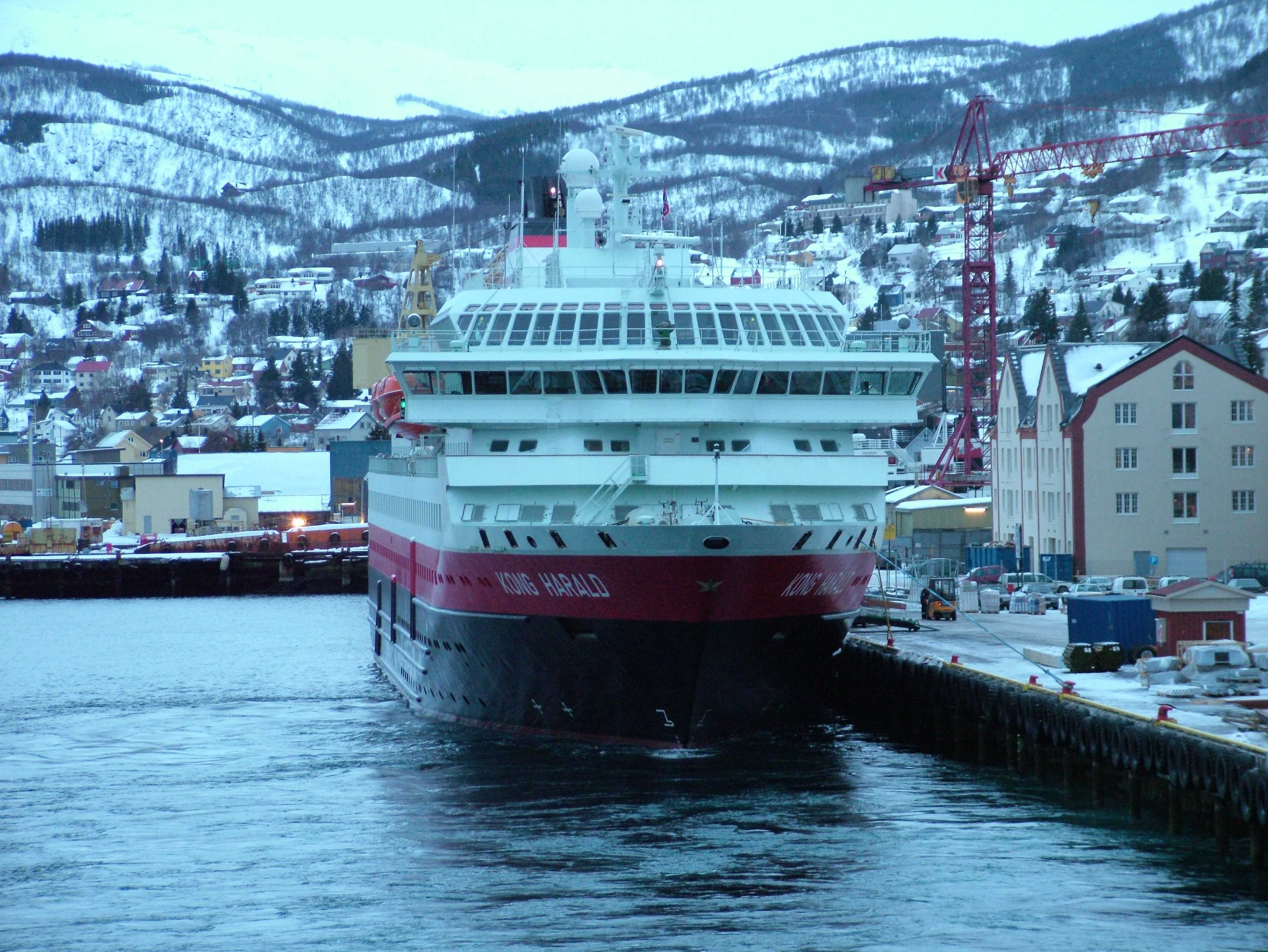
ハーシュタに停泊する客船コング・ハーラル号

近隣にある空港は、本土にあるハーシュタ/ナルヴィク空港で、45キロ離れている。

## 出身著名人
- イセリン・スティロ(1986年 – )、ファッションモデル

## 姉妹都市
- ヘルシンゲル, デンマーク
- キロフスク, ロシア
- ウメオ スウェーデン
- ヴァーサ,フィンランド